# Bobby Moore
Bobby Moore, właśc. Robert Frederick Chelsea Moore (ur. 12 kwietnia 1941 w Barking, zm. 24 lutego 1993 w Londynie) – angielski piłkarz, środkowy obrońca. Mistrz świata z roku 1966.

## Życiorys
Uchodzi za najlepszego stopera w historii angielskiej piłki. Zawodnikiem West Ham United został w 1956, w pierwszym składzie debiutował dwa lata później. Szybko stał się podstawowym zawodnikiem popularnych Młotów, przez ponad 10 lat był kapitanem drużyny. Z WHU w 1964 zdobył Puchar Anglii, a rok później sięgnął po Puchar Zdobywców Pucharów. Do 1974 w barwach West Ham rozegrał 544 ligowych spotkań, w których strzelił 24 bramki.
W tym samym roku odszedł do lokalnego rywala, grającego w niższej lidze Fulham F.C. W 1975 dotarł z tym klubem do finału Pucharu Anglii, gdzie jednak jego nowy zespół przegrał z West Ham. W Fulham grał do 1977 (124 mecze). Pod koniec kariery występował w klubach amerykańskich: San Antonio Thunder (1976), Seattle Sounders (1978) oraz Carolina Lightnin' (1983), a także w duńskim Herning Fremad (1978).
W reprezentacji Anglii debiutował 20 maja 1962 w meczu z Peru w Limie. Następne spotkania rozegrał już w finałach MŚ 62 – wystąpił we wszystkich meczach Anglików. Rok później po raz pierwszy został kapitanem drużyny narodowej, łącznie honorową funkcję pełnił aż 90-krotnie. Poprowadził Anglię do jedynego tytułu mistrza świata w historii i 30 lipca 1966 odebrał z rąk Elżbiety II Złotą Nike.
W 1968 mógł świętować zdobycie brązowego medalu mistrzostw Europy. W 1970 wystąpił w swoich trzecich finałach MŚ i ponownie był kapitanem zespołu. Anglia jednak nie obroniła tytułu, a sam Moore tuż przed turniejem, podczas zgrupowania kadry w Kolumbii, został oskarżony o kradzież biżuterii. Areszt opuścił jednak już po kilku dniach i mógł dołączyć do drużyny. Prawdopodobnie była to prowokacja mająca utrudnić Anglikom przygotowania do turnieju finałowego w Meksyku.
Mimo niepowodzenia w MŚ 1970 nadal miał pewne miejsce w kadrze. Reprezentacyjną karierę zakończył 14 listopada 1973 w meczu z Włochami; w tym samym roku Anglia przegrała rywalizację o awans do MŚ 74 z Polską. Moore znacząco przyczynił się do porażki Anglików w Chorzowie (0:2). Miał udział przy pierwszej bramce (w niektórych opracowaniach uznawany jest za strzelca gola samobójczego), drugą Włodzimierz Lubański strzelił po samotnym rajdzie – wcześniej odebrał piłkę właśnie Moore’owi. Łącznie w reprezentacji rozegrał 108 spotkań i strzelił dwie bramki.
Zmarł na raka jelita grubego.
Przed stadionem Wembley stoi jego pomnik. Martin Peters, Geoff Hurst i Bobby Moore (WHU) oraz Ray Wilson (Everton F.C.) są także przedstawieni na pomniku mistrzów świata 1966 – wzorowanym na fotografii wykonanej po finale, który stoi przed stadionem West Ham United w Londynie.